# Salto con gli sci ai I Giochi olimpici giovanili invernali
Le gare di salto con gli sci dei I Giochi olimpici giovanili invernali si sono svolte al Trampolino olimpico Toni Seelos di Seefeld in Tirol, in Austria, il 14 gennaio 2012. In programma 3 eventi. Per la prima volta una gara femminile di salto con gli sci è stata inclusa nel programma olimpico.

## Calendario
| Ragazzi | Prove ufficiali | Prove ufficiali | Individuale |  |  |  |                 |                 |                | 1 |
| Ragazze | Prove ufficiali | Prove ufficiali | Individuale |  |  |  |                 |                 |                | 1 |
| Misti   |                 |                 |             |  |  |  | Prove ufficiali | Prove ufficiali | Gara a squadre | 1 |
| Totale  |                 |                 | 2           |  |  |  |                 |                 | 1              | 3 |

## Podi
| Evento                          | Oro                                                     | Punteggio | Argento                                          | Punteggio | Bronzo                                          | Punteggio |
| Individuale ragazzi (dettagli)  | Anže Lanišek Slovenia                                   | 286,1     | Mats Søhagen Berggaard Norvegia                  | 277,8     | Yukiya Satō Giappone                            | 260,1     |
| Individuale ragazze (dettagli)  | Sara Takanashi Giappone                                 | 269,3     | Katharina Althaus Germania                       | 242,5     | Urša Bogataj Slovenia                           | 239,3     |
| Gara a squadre mista (dettagli) | Germania Katharina Althaus Tom Lubitz Andreas Wellinger | 640,1     | Slovenia Urša Bogataj Luka Pintarič Anže Lanišek | 610,5     | Canada Taylor Henrich Nathaniel Mah Dusty Korek | 587,0     |

## Medagliere
| Posizione | Paese    |   |   |   | Totale |
| --------- | -------- | - | - | - | ------ |
| 1         | Slovenia | 1 | 1 | 1 | 3      |
| 2         | Germania | 1 | 1 | 0 | 2      |
| 3         | Giappone | 1 | 0 | 1 | 2      |
| 4         | Norvegia | 0 | 1 | 0 | 1      |
| 5         | Canada   | 0 | 0 | 1 | 1      |
| Totale    | Totale   | 3 | 3 | 3 | 9      |